# Ángel Gastón Díaz

Ángel Gastón Díaz (Colon, Buenos Aires, 26 de marzo de 1981) es un exfutbolista argentino. Actualmente se desempeña con director técnico de la categoría reserva del Club Cañuelas.

## Trayectoria
Su carrera comenzó en el año 2002, jugando para el Motagua de Honduras, cedido por Boca, club de donde surgió, ese mismo año pasó a Los Andes. 
Luego de 4 años en el conjunto de Lomas, fue transferido al Ceahlăul Piatra Neamț de Rumania, donde jugó 1 año. 
En 2007 se incorpora a Sarmiento y un año más tarde se muda a Colegiales. 
En el año 2010 fue fichado por el Club Atlético Tigre donde disputó 90 partidos oficiales y marcó 6 goles (uno de ellos por Copa Sudamericana en 2012). 
En julio de 2014, se incorpora a Aldosivi donde logró el ascenso a Primera División. 
En el año 2017 Gastón Díaz vuelve a Colegiales, club donde supo brillar y lograr grandes campañas. 
En 2019 pasa al Merlo donde permanece hasta la actualidad .
En 2020 Gastón Díaz fue convocado como técnico  para dirigir en la  primera b metropolitana del fc Cañuelas donde disputó 12 partidos .
2021 : Fue llamado por el trabajo campeón mundial Luis Islas como ayudante de campo .
2022 : A la actualidad dirige la reserva del club atlético Tigre .

## Clubes
| Club                              | País      | Año       | PJ  | Goles |
| --------------------------------- | --------- | --------- | --- | ----- |
| Motagua (cedido por Boca Juniors) | Honduras  | 2002      | 42  | 28    |
| Los Andes                         | Argentina | 2002-2006 | 97  | 26    |
| Ceahlăul                          | Rumania   | 2006-2007 | 33  | 18    |
| Sarmiento                         | Argentina | 2007-2008 | 31  | 5     |
| Colegiales                        | Argentina | 2008-2010 | 64  | 11    |
| Tigre                             | Argentina | 2010-2014 | 150 | 44    |
| Aldosivi                          | Argentina | 2014-2017 | 125 | 60    |
| Colegiales                        | Argentina | 2017-2019 | 124 | 16    |
| Deportivo Merlo                   | Argentina | 2019-2021 | 38  | 17    |

## Palmarés

### Logros
| Ascenso                          |  | Club     |  | Año  |  | Sede    |
| -------------------------------- |  | -------- |  | ---- |  | ------- |
| Campeonato de Primera B Nacional |  | Aldosivi |  | 2014 |  | Córdoba |

Copa Sudamericana 